# Бурхливий роман Мейбл
«Бурхливий роман Мейбл» (англ. Mabel's Stormy Love Affair) — американська короткометражна кінокомедія Мейбл Норманд 1914 року.

## У ролях
- Мейбл Норманд — Мейбл
- Г. Маккой — хлопець Мейбл